# Unternehmen Panzerfaust
Unternehmen Panzerfaust war der Deckname einer deutschen Militäroperation während des Zweiten Weltkrieges am 15. Oktober 1944 durchgeführtes deutsches Kommandounternehmen zur Verhinderung einer befürchteten Bündnisauflösung zwischen Ungarn und dem Deutschen Reich bzw. um einem möglichen Kurswechsel des nationalistischen Reichsverwesers Admiral Miklós Horthy zuvorzukommen.
Im weitesten Sinne handelte es sich um einen Putsch durch SS-Einheiten in Budapest.

## Hintergrund
Nachdem im Sommer 1943 die damalige ungarische Regierung mit den Westmächten Verhandlungen über einen Separatfrieden aufgenommen hatte, verschlechterte sich das deutsch-ungarische Verhältnis zusehends. Die Weigerung Ungarns, nötige Truppen für die Besetzung des Balkans zu stellen, sowie Forderungen, die Besatzungstruppen aus der Ukraine und Weißrussland in die Heimat abziehen zu dürfen, wurden von den Deutschen mit Argwohn betrachtet. Im März 1944 besetzte die deutsche Wehrmacht im Unternehmen Margarethe große Teile Ungarns, um dieses an die Seite Deutschlands zu ketten. Ebenso sollte dadurch ein Abfall Ungarns vom Achsenbündnis verhindert werden, um sämtliche Kraftreserven für die totale Kriegsführung ausschöpfen zu können.
Ende August 1944 schloss der bisherige deutsche Bündnispartner Rumänien nach einem Staatsstreich einen Waffenstillstand mit der Sowjetunion und erklärte dem Deutschen Reich den Krieg. In weiterer Folge drängte die Rote Armee die ungarisch-deutschen Verbände im September und Oktober in die Ungarische Tiefebene zurück.

## Durchführung

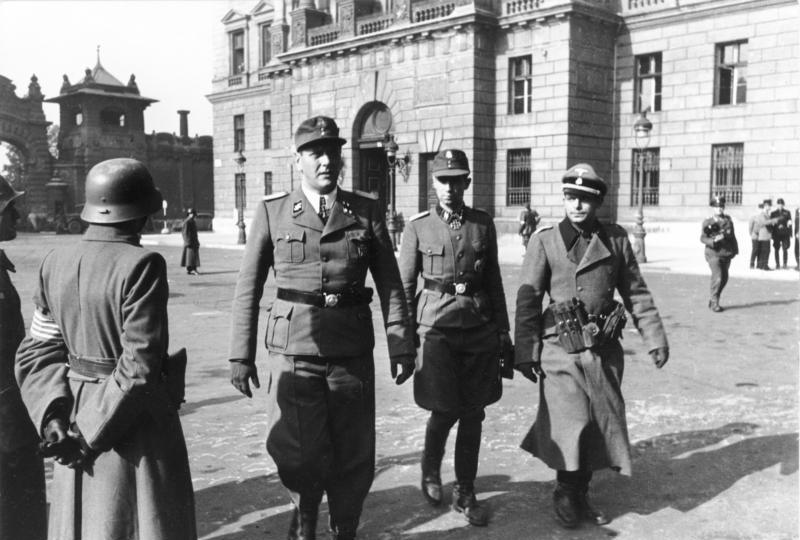
Skorzeny (links), Adrian von Fölkersam (Mitte) und Walter Girg (rechts) in Budapest, Oktober 1944

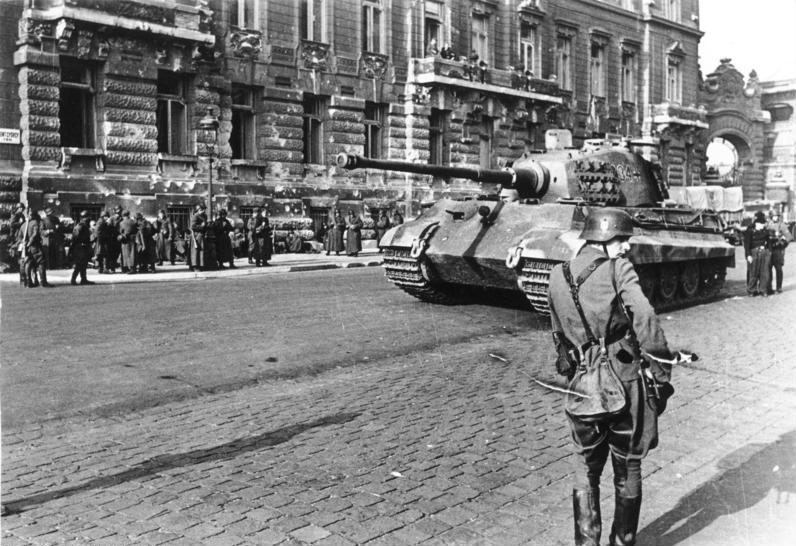
Tiger-II-Panzer in Budapest

Hitler war davon unterrichtet worden, dass Reichsverweser Admiral Horthy eine Kapitulation gegenüber den sowjetischen Truppen bzw. Stalin in Erwägung zog. Als eigentlicher Initiator dieses Vorhabens galt jedoch der Sohn des Admirals, Miklós Horthy Jr. Um dessen Einfluss zu unterbinden, sollte dieser ausgeschaltet werden.
Mit der Durchführung dieser Operation wurde SS-Sturmbannführer Otto Skorzeny beauftragt. Skorzeny erhielt dazu alle notwendigen Vollmachten. Das Vorgehen erhielt den Decknamen Unternehmen Panzerfaust. Im Vorfeld der Operation hatte der Höhere SS- und Polizeiführer für Ungarn, Otto Winkelmann, bereits militärische Vertrauenspersonen Horthys wie den Befehlshaber des ungarischen I. Korps, Feldmarschallleutnant Bakay, heimlich verhaften lassen.
Am Vormittag des 15. Oktober 1944 stürmte Skorzeny mit Angehörigen des SS-Fallschirmjägerbataillons 600 die wichtigsten Regierungsstellen in Budapest. Nach einem fünfminütigen Schusswechsel mit ungarischen Leibwächtern fassten sie Miklós Horthy Jr., fesselten ihn und wickelten ihn in einen Teppich. Anschließend brachten sie ihn zu einem wartenden Lkw, der ihn zu einem Flugplatz brachte, von wo aus es in Richtung Wien mit dem Endziel KZ Mauthausen ging. Um 12 Uhr empfing Horthy den deutschen Gesandten Edmund Veesenmayer, wobei er diesem mit dem Kriegsaustritt seines Landes drohte. Wenig später wurde eine entsprechende vorbereitete Erklärung im Radio gesendet, worauf der Sender von der SS besetzt wurde. In einem weiteren Treffen versuchte der deutsche Sonderbotschafter Rudolf Rahn, Horthy noch umzustimmen.
Nach diesem Treffen beschlossen die Deutschen, Horthy ab- und durch den Anführer der Pfeilkreuzler, Ferenc Szálasi, zu ersetzen und Ungarn ein Ultimatum bis zum nächsten Morgen zu stellen. Am frühen Abend erließ Generalstabschef János Vörös eine Order an alle Einheiten der ungarischen Armee, nach der der Kampf gegen die Rote Armee einstweilen nicht einzustellen sei. Eine Delegation der ungarischen Regierung begab sich zur deutschen Botschaft, um über eine friedliche Lösung zu verhandeln. Zur gleichen Zeit besetzten die Deutschen die Donaubrücken und Zufahrtswege zum Burgpalast mit dem Ziel, diesen bei Verstreichen der Frist zu erstürmen. Ein Alternativplan des SS-Obergruppenführers Erich von dem Bach-Zelewski, der beabsichtigte, den Regierungssitz (das eigentliche Königsschloss) mit Artillerie zusammenzuschießen, wurde nicht umgesetzt. Nach dem Beginn der Erstürmung begab sich Horthy in deutsche Gefangenschaft und erklärte seinen Rücktritt.
Um Ungarn im Krieg zu halten, wurde die bisherige Regierung komplett demontiert und General Géza Lakatos abgesetzt. An seiner Stelle beauftragte Horthy in seiner erzwungenen Abdankungsurkunde Szálasi mit der Regierungsbildung. Dieser übernahm am Tag darauf in Budapest das Amt als Ministerpräsident und Staatsführer. Ebenfalls am 16. Oktober wurde Skorzeny für die erfolgreiche Durchführung des Unternehmens zum SS-Obersturmbannführer befördert.
Ungarn blieb somit ein Verbündeter des Deutschen Reiches. Obwohl die Rote Armee bis Anfang April 1945 das gesamte Land besetzt hatte, kämpften einige ungarische Einheiten bis Kriegsende an deutscher Seite weiter.